# تحطم مكوك الفضاء تشالنجر
تحطم مكوك الفضاء تشالنجر (بالإنجليزية: Space Shuttle Challenger disaster)‏ حادثة وقعت في 28 يناير 1986، عندما اطلقت ناسا مكوك تشالنجر في رحلة الفضاء رقم STS-51-L، إنفجر المكوك بعد اطلاقة ب73 ثانية، مما أدى إلى مقتل جميع أفراد طاقم المكوك السبعة وتدمر المكوك فوق المحيط الأطلسي قبالة ساحل كيب كانفرال في ولاية فلوريدا جنوب شرق الولايات المتحدة، في الساعة 11:39 بتوقيت الولايات المتحدة 16:39 بالتوقيت العالمي، بدأ تحطم المكوك عند تفكك الدوائر المطاطية المربوطة بالمكوك في الجو وتشققها نتيجة درجات الجو المنخفضة الحرارة مع سرعة اندفاع المكوك وأثرت على خزان الوقود الخارجي.
عثر على مقصورة القيادة وأجزاء من المكوك في قاع المحيط بعد عمليات البحث، ورغم أن المكوك مزود بنظام هروب يساعد على الفرار الا أن قوة الارتداد جعلت امكانية بقاء أي من أفراد الطاقم على قيد الحياة مستحيلة.
أدت الكارثة إلى توقف ناسا لرحلاتها لفترة دامت 32 شهراً، كلف الرئيس الأمريكي آنذاك رونالد ريغان، وزير الخارجية الأمريكي بين عاميّ 1969-1973 وليام روجرز للتحقيق في الكارثة ومعرفة اسبابها وضمت لجنة التحقيق عدد من المختصين ورواد فضاء سابقين، وقد تضمن التقرير أن سبب التحطم يرجع لخطأ في تصميم المكوك، وعدم اختيار التوقيت المناسب لاطلاق المكوك.
قررت القوات الجوية الأمريكية نتيجة الكارثة إلى إلغاء خططها التي كانت معده لاستخدام المكوك، والاستعاضة عنها باطلاق قمر صناعي للأغراض العسكرية، وهي مجموعة تيتان الرابع من قاعدة فاندنبرغ الجوية في كاليفورنيا.
التغطية الإعلامية لحدث الانفجار كانت على نطاق واسع، إحدى الدرسات أشارت أن 85% من الأمريكيين علم بالحادثة خلال الساعة الأولى بعد انفجار المكوك.

## أسباب التحطم
خلص تقرير روجرز أن شركة ثايكول التي تعاقدت معها ناسا في تصميم وإنشاء المكوك، ارتكبت أخطاء عند تصميمها للمكوك من بينها ربط أجزاءالمكوك بدوائر من المطاط، مما أدى إلى تفكك المكوك بعد تفكك تلك الدوائر، ساهم اندفاع المكوك بسرعة ودرجات الحرارة المتدنية في الكارثة، وأشار التقرير أن ناسا وقعت بخطأ في اعتمادها على مواد معينة عند إنشاء المكوك لتقليل تكلفة المكوك، وأن نظام الحماية الحرارية في شالنجر أقل من نظام الحماية الحرارية الذي استعمل في مكوك كولومبيا، علاوه على ذلك فأن الاستعجال في صيانة المكوك قبل اطلاقة أمور ساهمت في وقوع الحادثة.

## ما يتعلق بالحلقة المطاطية
تتكوّن كل من المعززات الصاروخية لمكوك الفضاء من سبعة أجزاء، رُكِّبت ستة منها مع بعضها في مصنع في باريس. تُجمع في كل رحلة الأجزاء الأربعة الناتجة بواسطة ثلاث وصلات في مبنى تجهيز المركبات في مركز كينيدي للفضاء. أُغلقت (خُتِمت) الوصلات في المصنع بواسطة مادة السيليكا والأسبست العازلة، أمّا الوصلات؛ فأغلقت كل واحدة منها بحلقتين من المطاط. بعد تحطم تشالنجر، زيد عدد الحلقات إلى ثلاثة لكل وصلة. تكمن ضرورة إغلاق الوصلات في المعززات الصاروخية في احتوائها للحرارة والغازات عالية الضغط التي يُنتجها احتراق الوقود الصلب داخلها، وهذا ما جعلها تندفع خارجًا عند الطرف الخلفي لكل معزز من المعززات.
ناقش تقرير ماكدونل دوغلاس خلال عملية تصميم مكوك الفضاء في سبتمبر من عام 1971 سلامة سجلات الصواريخ الصلبة. كان إلغاء المهمة الآمن ممكنًا في أغلب حالات الفشل التي يمكن أن تتعرض لها المركبة، إلّا في حالة واحدة خطيرة: الاحتراق بسبب الغازات الساخنة المندفعة من الصاروخ. ذكر التقرير الذي ينذر بحادثة تشالنجر ما يلي: «إن كان الاحتراق سيحدث بالقرب من خزان الهيدروجين أو الأكسجين السائل أو بالقرب من المركبة المدارية، فربما لن يعمل الاستشعار في الوقت المناسب، وبالتالي سيكون إلغاء المهمة مستحيلًا». كانت شركة مورتن ثايوكول المتعهد المسؤول عن بناء المعززات الصاروخية للمكوك وصيانتها. كان من المفترض أن تُغلق الحلقات المطاطية للوصلات التي صممتها الشركة بشكل أكثر إحكامًا لتحمّل القوى الناتجة عن الاشتعال، ولكن أظهر اختبار في عام 1977 أنه عند استخدام الماء المضغوط لمحاكاة تأثيرات اشتعال المعززات ابتعادَ الأجزاء المعدنية عن بعضها، مسببة فجوة يمكن للغاز التسرب من خلالها. تسببت هذه الظاهرة المعروفة بـ«دوران الوصلات» في انخفاض في ضغط الهواء لوقت قصير جدًا. وهذا ما أعطى القدرة للغازات القابلة للاشتعال على إلحاق الضرر بالحلقات المطاطية وتآكلها. يمكن أن يتطور مسار اللهب في حالة حدوث تآكل كبير ما يؤدي إلى انفجار الوصلة، وهذا ما سبب دمار المكوك والمعززات.
كتب المهندسون في مركز مارشال لبعثات الفضاء إلى مدير مشروع معززات الصواريخ جورج هاردي عدة مرات مشيرين إلى أن تصميم ثايوكول للوصلات كان غير مقبول. على سبيل المثال، أشار مهندس إلى أن دوران الوصلة سيجعل الحلقة المطاطية الثانوية عديمة الفائدة، لكن لم يرسل هاردي هذه المذكرات إلى ثايوكول، وتمت الموافقة على الوصلات في عام 1980.
قُدِّم دليل على تآكل خطير في الحلقات المطاطية قبل المهمة الثانية إس تي إس-2 للمكوك الفضائي بوقت مبكّر، والتي أقلعت من كولومبيا. وعلى عكس قوانين ناسا، لم يبلغ مركز مارشال عن هذه المشكلة للإدارة العليا في ناسا، بل اختار إبقاء المشكلة في اتصالاتهم مع ثايوكول. حتى بعد أن أُعيد تصنيف الحلقات المطاطية على أنها حرجة أو خطيرة من الدرجة الأولى، وهذا يعني أن تعطلها سينتج تدمير المركبة الفضائية، لم يقترح أي شخص في مركز مارشال أن يبقى المكوك على الأرض حتى يتم إصلاح الخلل.
بعد إطلاق مكوك الفضاء ديسكوفري في رحلة إس تي إس-41- دي، اكتُشف أول تسرب للغاز الساخن خلف الحلقة الرئيسية. ووجد مهندسو ثايوكول في التحليلات المجراة بعد الرحلة أن كمية الغاز المتسرب قليلة نسبيًا ولم تؤثر على الحلقة الثانوية، واعتبروا أن الضرر ضمن المجال المقبول بالنسبة للرحلات المستقبلية. ولكن بعد كارثة تشالنجر، اعتبر مهندس ثايوكول براين راسل هذا الحدث «العلامة الحمراء الكبيرة» الأولى في ما يتعلق بسلامة الحلقات المطاطية.
في عام 1985، وبعد إطلاق سبع من أصل تسع رحلات للمكوك الفضائي في هذه السنة باستخدام المعززات التي تعرضت للتآكل أو لتسرب الغاز، أدرك مركز مارشال وشركة ثايوكول احتمالية وجود مشكلة كارثية بين أيديهم. وربما تجسدت أكبر مخاوفهم بعد إطلاق الرحلة إس تي إس-51- بي في شهر أبريل من عام 1985 باستخدام المكوك الفضائي تشالنجر، والتي اكتُشف بعدها أكبر ضرر حتى ذلك الوقت في الحلقات المطاطية أثناء تحليلات ما بعد الرحلة. تآكلت الحلقة المطاطية الرئيسية للمعزز الأيسر، حتى أنها فشلت في الإغلاق الكامل، وللمرة الأولى تسبب الغاز في تآكل الحلقة الثانوية. بدؤوا عملية إعادة تصميم الوصلة باستخدام فولاذ إضافي حول القبضة بسماكة ثلاثة إنشات (76 ميليمتر). تمسك هذه القبضة الوجه الداخلي للوصلة وتمنعها من الدوران. لم يدعوا إلى إيقاف رحلات المكوك الفضائي حتى إعادة تصميم الوصلات، بل عالجوا المشكلة باعتبارها من المخاطر المقبولة للرحلة. على سبيل المثال، أهمل مدير مركز مارشال لورانس مولي والمسؤول عن مشروع المعززات الصاروخية الصلبة عام 1982 قيودَ عملية الإطلاق في ست رحلات متتالية. وحتى أن شركة ثايوكول حاولت إقناع ناسا للتصريح بأن مشكلة الحلقة المطاطية قد حُلّت. شبّه دونالد كوتنا، العضو في لجنة روجرز، في وقت لاحق الحالة كشركة خطوط جوية تسمح لإحدى طائراتها بالاستمرار بالطيران على الرغم من وجود دليل على أن واحدًا من أجنحتها على وشك السقوط.

## ظروف ما قبل الإطلاق

### التأجيلات
تحدد موعد إطلاق مكوك الفضاء تشالنجر أولًا من مركز كينيدي للفضاء في كاليفورنيا في الساعة 14:42 بتوقيت شرق الولايات المتحدة الأمريكية في 22 يناير من عام 1986. سبب التأخير في المهمة السابقة إس تي إس-61- سي في نقل الموعد إلى 23 يناير، ثم إلى 24 يناير. أُعيدت جدولة الإطلاق في 25 يناير بسبب الطقس السيئ في رصيف الهبوط العابر للمحيط الموجود في داكار في السنغال. قررت ناسا استخدام الدار البيضاء كموقع لرصيف الهبوط العابر للمحيط، ولكن وجب تغيير وقت الإطلاق إلى الصباح بتوقيت فلوريدا لأن رصيف الهبوط لم يكن مجهزًا من أجل الهبوطات الليلية. وبسبب توقعات الطقس السيئة في مركز كينيدي للفضاء في 26 يناير، أُجّل الإطلاق إلى 27 يناير الساعة 09:37 بتوقيت شرق الولايات المتحدة الأمريكية.
أُجّل الإطلاق إلى اليوم التالي بسبب مشاكل في فتحة الدخول الخارجية. في البداية، تعطل واحد من مؤشرات التبديل الصغيرة المُستخدم في التأكد من إغلاق الفتحة الخارجية بأمان. بعد ذلك، منع برغي منزوع فريق تجهيز المركبة من إزالة جهاز الإغلاق للفتحة الخارجية للمركبة. أثناء قيام عمّال الإصلاح بإزالة جهاز الإغلاق، تجاوزت سرعة الرياح العكسية في المرفق الذي يحط فيه المكوك الحدود بالنسبة للعودة إلى موقع الإطلاق. وبينما كان الطاقم منتظرًا هدوء الرياح، أُغلقت نافذة الإطلاق (نافذة الإطلاق: هي الفترة الزمنية التي يجب أن تنطلق خلالها المركبة الفضائية)، ما أجبرهم على إلغاء الإطلاق.

### مؤتمر ناسا ثايوكول
كانت التوقعات لحالة الجو في 28 يناير تنبئ بصباح بارد غير اعتيادي، مع وصول درجة الحرارة إلى -1 درجة مئوية تقريبًا (30 فهرنهايت)، وهي درجة الحرارة الأدنى المسموحة للإطلاق. لم يُجَز للمكوك أبدًا العمل في درجات حرارة منخفضة كهذه. لم تُختبر الحلقات المطاطية بالإضافة إلى العديد من المكونات الحساسة، وبالتالي لا نملك أي بيانات اختبار تدعم أي توقع ناجح للإطلاق في مثل هذه الظروف.
بحلول منتصف عام 1985، اعترى مهندسو ثايوكول القلق من عدم مشاركة الآخرين لهم بالمخاوف المتعلقة بتأثير درجة الحرارة المنخفضة على المعززات الصاروخية. كتب المهندس بوب إبيلينغ في أكتوبر من عام 1985 رسالةً بعنوان «النجدة» كي يقرئها الآخرون، حول مخاوفه التي تتعلق بدرجات الحرارة المنخفضة والحلقات المطاطية. تذكّر طاقم ناسا بعد توقعات الطقس تحذيرات شركة ثايوكول وتواصلوا معها. عند سؤال مدير ثايوكول المهندس بوب إبيلينغ عن إمكانية الإطلاق في درجة حرارة 18 فهرنهايت (-8 درجة مئوية) جاوب التالي: «رخصتنا تصل فقط حتى درجة حرارة 40 فهرنهايت (4 درجة مئوية)، ما الذي يجعل أي شخص يفكر مجرد تفكير بدرجة حرارة 18، نحن في منطقة محرّمة». بعد إجماع فريقه أنّ الإطلاق يمثل مجازفةً بحصول كارثة، اتصلت ثايوكول بناسا فوريًا ونصحتها بتأجيل الإطلاق إلى فترة ما بعد الظهر حتى ترتفع درجة الحرارة. أجاب مدير ناسا جود لوفينغود أنّ ثايوكول لا يمكنها تقديم توصية من دون إعلامنا بدرجة الحرارة المناسبة للإطلاق. استعدت ثايوكول لعقد مؤتمر عبر الهاتف بعد ساعتين من ذلك تُبرر خلاله التوصية بعدم الإطلاق.
ناقش مهندسو ثايوكول ومدراءها الأحوال الجوية مع مدراء ناسا من مركز كينيدي للفضاء ومركز مارشال لرحلات الفضاء في المؤتمر الذي عُقد مساء 27 يناير. كرر العديد من المهندسين (بشكل خاص إبيلينغ وروجر بويسجولي) مخاوفهم حول تأثير درجات الحرارة المنخفضة على مرونة الحلقات المطاطية التي تُغلق وصلات المعززات الصاروخية لمكوك الفضاء، ونصحوا بتأجيل الإطلاق. وأكّدوا انهم لا يملكون بيانات كافية لتحديد احتمالية إغلاق الوصلات بشكل صحيح في حال كانت الحلقات المطاطية أبرد من درجة حرارة 54 فهرنهايت (12 درجة مئوية). شكّل هذا الموضوع أمرًا مهمًا، لأن الحلقات المطاطية كانت تعتبر ‹‹مكونًا حرجًا من الدرجة الأولى»، مما يعني أنه ليس هنالك حلقات احتياطية في حال عطب الحلقتين الأساسية والثانوية، وقد يؤدي هذا العطب إلى تحطم المكوك وموت طاقمه.
دعمت إدارة ثايوكول في البداية توصية مهندسيها التي تنص على تأجيل الإطلاق، لكن طاقم ناسا اعترض على التأجيل. أخبر هاردي شركة ثايوكول أثناء المؤتمر بالتالي: «روعتني توصيتكم.» وقال مولوي: «يا إلهي، ثايوكول، متى تريدني أن أقوم بالإطلاق، في أبريل القادم؟» اعتقدت ناسا أنّ جودة العرض التقديمي الذي قدمته ثايوكول بشكل مستعجل كانت أسوأ من أن تدعم إفادةً كهذه بشأن سلامة الطيران. إحدى المبررات التي قدمها طاقم ناسا ضد مخاوف ثايوكول كان أنه في حالة عطب الحلقة الرئيسية، ستبقى الحلقة الثانوية مغلقة. كان هذا المبرر غير مثبت، ولم يكن لينطبق في أية حالة على مكون حرج من الدرجة الأولى. كما صرّحت رائدة الفضاء سالي رايد عند استجواب مديري ناسا أمام لجنة روجرز، فإنه كان من المحظور الاعتماد على نسخة احتياطية عندما يتعلق الأمر بمكون حرج من الدرجة الأولى.
ادّعت ناسا بأنها لم تعلم بمخاوف ثايوكول المبكّرة بخصوص تأثير درجات الحرارة المنخفضة على الحلقات المطاطية، ولم تدرك أنّ المتعهد الرئيسي للمكوك شركة روكويل الدولية اعتبرت أن الكمية الكبيرة من الجليد الموجود على منصة الإطلاق تشكل عائقًا أمام عملية الإطلاق.
وفقًا لإبيلينغ، تقرر عقد مؤتمر ثانٍ عبر الهاتف بين إدارتي ناسا وثايوكول، من دون المهندسين. تجاهلت إدارة ثايوكول لأسباب غير واضحة تحذيرات مهندسيها وأوصت بالإطلاق كما هو مقرر، ولم تسأل ناسا عن السبب. أخبر إيبلينغ زوجته في تلك الليلة أنّ تشالنجر سينفجر.
في عام 2004، صرّح كين إليف، كبير العلماء السابق في ناسا والذي عمل في برنامج مكوك الفضاء منذ رحلته الأولى (وأيضًا في البرنامج إكس 15 قبل برنامج مكوك الفضاء) بما يلي: «لقد تعلمت منذ البرنامج إكس 15 أنّ قواعد الطيران شيء لا يجب انتهاكه، لم نفعل هذا أبدًا. لم نغير أيًا من قواعد المهمة أثناء سيرها. لقد كنا نلغي المهمة وبعدها نعود لمناقشة الأمر. إنّ الأمر الأساسي الذي سبب حادثة تشالنجر هو انتهاك بعض قواعد المهمة.»

### الجليد
زعم مهندسو ثايوكول أنّ درجات الحرارة التي وصلت إلى 18 فهرنهايت في الليلة السابقة للإطلاق سوف تسبب بالتأكيد انخفاض درجة حرارة المعززات الصاروخية للمكوك إلى ما دون الدرجة المسموحة التي تبلغ 39 فهرنهايت (4 درجة مئوية). تراكم الجليد فوق جميع أنحاء منصة الإطلاق، مما أثار القلق من تسببه بضرر للمكوك عند الإقلاع. وجّه فريق مركز كينيدي الخاص بالثلوج كاميرا التصوير بالأشعة تحت الحمراء بلا قصد إلى الوصلة الخلفية للمعزز الصاروخي الأيمن ووجد درجة الحرارة تبلغ 9 فهرنهايت فقط (-13 درجة مئوية). ويُعتقد أنّ هذا بسبب عصف الهواء فائق البرودة من فتحة تصريف خزان الأوكسجين السائل على الوصلة. لقد كانت أقل بكثير من درجة حرارة الهواء المحيطة وأقل بكثير من المواصفات التصميمية للحلقات المطاطية. اعتُبرت القراءة المنخفضة لدرجة الحرارة في وقت لاحق خاطئة، وقد نتج هذا الخطأ عن عدم اتباع تعليمات الشركة المصنعة للمقياس. أكّدت الاختبارات والحسابات المعدلة لاحقًا أنّ درجة حرارة الوصلة لم تكن مختلفة فعليًا عن درجة حرارة المحيط.
كانت درجة الحرارة في يوم الإطلاق أقل بكثير من درجات الحرارة في حالات الإطلاق السابقة، إذ كانت أقل من درجة حرارة التجمد وبلغت 28 إلى 28.9 فهرنهايت (-2.2 إلى -1.7 درجة مئوية)، سجّلت أٌقل درجة حرارة في الإطلاقات السابقة 54 فهرنهايت (12 درجة مئوية). على الرغم من أن فريق الجليد عمل على إزالة الجليد طوال الليل، بقي القلق مسيطرًا على مهندسي روكويل. شعر مهندسو روكويل الذين كانوا يشاهدون منصة الإطلاق من مقرهم الرئيسي في داوني في كاليفورنيا بالرعب الشديد عندما شاهدوا كمية الجليد. فزعوا من اهتزاز الجليد أثناء الإطلاق مما سيؤدي إلى انهياره واصطدامه بالقرميد الحراري الحامي للمكوك، ومن المحتمل حدوث هذا بسبب قوة شفط الهواء الناتجة عن تدفق غاز العادم من المعززات الصاروخية للمكوك. قيّم رئيس قسم النقل الفضائي في شركة روكويل روكو بيتروني مع زملائه هذا الوضع بصفته مقيدًا للإطلاق، وأخبروا مدراء روكويل في كيب كانافيرال أنّ روكويل لا يمكنها دعم الإطلاق. أعرب مدراء روكويل في كيب كانافيرال عن مخاوفهم بطريقة دفعت مدير المهمة في هيوستن أرنولد ألدريش بالمضي قدمًا في الإطلاق. قرر ألدريش تأجيل إطلاق المكوك لمدة ساعة لإعطاء الوقت لفريق الثلوج لإجراء فحص آخر. وبعد هذا الفحص الأخير والذي بدا خلاله أنّ الثلج بدأ بالذوبان، أُعطي تشالنجر الإذن للانطلاق في الساعة 11:38 بتوقيت شرق الولايات المتحدة الأمريكية.